# Biogenní aminy

histamin

Biogenní aminy jsou organické dusíkaté látky odvozené od aminokyselin. Mají vysokou biologickou aktivitu a vyskytují se v buňkách rostlin i živočichů, kde zajišťují řadu důležitých funkcí. V nadměrném množství mohou ale působit až toxicky.

## Vznik biogenních aminů
Biogenní aminy běžně vznikají z aminokyselin působením enzymů dekarboxyláz, kofaktorem je pyridoxalfosfát. Enzym z karboxylové skupiny aminokyseliny odštěpí oxid uhličitý za vzniku aminu. V potravinách nejčastěji vznikají působením bakteriálních dekarboxyláz. Jiným způsobem vzniku je aminace nebo transaminace karbonylových sloučenin – aldehydů a ketonů.

## Rozdělení biogenních aminů
Existují různé způsoby dělení, ale většina je sporná. Příklad rozdělení - podle chemické struktury:
- alifatické: putrescin, kadaverin
- aromatické: tyramin, 2-fenyletylamin
- heterocyklické: histamin a tryptamin
- polyaminy: putrescin, spermin, spermidin

## Biogenní aminy v lidském těle

### Histamin
Histamin je bazický amin, který vzniká dekarboxylací aminokyseliny histidinu enzymem histidindekarboxyláza. Spolu se serotoninem patří mezi biogenní aminy působící jako autakoidy, čili lokální hormony, a dále působí jako neurotransmiter v centrálním nervovém systému. Histamin je přítomen například v plicích, gastrointestinálním traktu, v mastocytech kůže, bazofilech, trombocytech či neuronech mozku. Po uvolnění histaminu vlivem lokálních stimulů působí na histaminové receptory H1, H2, H3. Ve vysokých koncentracích se stává důležitým mediátorem alergických reakcí 1. typu a nízké koncentrace se uplatňují při zánětlivých procesech. Konečný metabolit histaminu je imidazoloctová kyselina, která je vyloučena močí.

### Serotonin
Serotonin vzniká hydroxylací tryptaminu v chromafinních buňkách a serotoninergních neuronech. Po vyplavení je vychytáván trombocyty. Kontrahuje hladké svaly gastrointestinálního traktu a stimuluje peristaltiku. V mozku funguje jako neurotransmiter. Při nadměrné tvorbě vznikají průjmy až serotoninový syndrom. Konečný produkt metabolismu je kyselina 5-hydroxyindoloctová, vyloučená močí.

### Katecholaminy
Katecholaminy dopamin, adrenalin a noradrenalin se kvůli svojí struktuře o-difenylů také řadí mezi biogenní aminy.

### Polyaminy
Polyaminy se účastní hojení a regenerace poraněných tkání a jsou nezbytné při regulaci buněčného růstu, diferenciaci buněk, a to hlavně střevní tkáně. Hlavními zástupci jsou putrescin a vyšší polyaminy spermidin a spermin. Substráty pro vznik jsou arginin a methionin. Syntéza polyaminů probíhá v gastrointestinálním traktu v rámci endogenní (vnitřní) tvorby a stejně tak jsou přijímány i potravou, vstřebány v tenkém střevě a využity k růstu buněk.

## Degradace biogenních aminů
Detoxikace aminů jak fyziologicky (přirozeně) přítomných v organismu, tak aminů přijatých potravou probíhá zejména v mitochondriích v trávicím traktu. Aminy jsou odbourávány působením několika enzymů:
- monoaminooxidáza (MAO-A, MAO-B)
- diaminooxidáza
- histidinmethyltransferáza, histamináza – katabolismus histaminu

U některých pacientů je tento mechanismus odbourávání nedostačující: problém mohou mít děti, pacienti se sníženou funkcí jater, pacienti užívající léky inhibitory MAO (antidepresiva, antiparkinsonika - léky pro léčbu Parkinsonovy choroby), lidé, kteří mají vysoký příjem biogenních aminů potravou. Činnost aminooxidáz může inhibovat i acetaldehyd vzniklý metabolismem alkoholu.

## Účinky biogenních aminů na lidský organismus
Aminy v lidském těle mohou působit jako neurotransmitery v CNS nebo mohou ovlivňovat krevní tlak díky změně kontraktility cév. Při nadměrném příjmu biogenních aminů v potravě nebo při nedostatečném odbourávání se mohou vyskytnout nežádoucí účinky: hypertenze až hypertenzní krize (tyramin), hypotenze (histamin), bolesti hlavy a migrény (tyramin), bušení srdce, dýchací potíže, pocení, zvracení, průjem, křeče břicha, vyrážka, v krajním případě anafylaktický šok až smrt.

## Biogenní aminy ve farmacii
Biogenní aminy se využívají v terapii deprese a Parkinsonovy choroby inhibicí monoaminooxidázy v centrální nervové soustavě.

## Výskyt biogenních aminů v potravinách
Biogenní aminy jsou obsaženy prakticky ve všech potravinách, jsou totiž přirozenou součástí rostlin i živočichů. Více se nacházejí v potravinách živočišných, kde vznikají z bílkovin působením dekarboxyláz mikroorganismů. Ve vyšší koncentraci vznikají při výrobě a skladování fermentovaných potravin – při výrobě se totiž využívá právě mikroorganismů s dekarboxylázovou aktivitou.

Aby se biogenní aminy v potravinách hromadily, musí být splněny následující podmínky:
1. dostupnost aminokyselin
2. přítomnost mikroorganismů s dekarboxylázovou aktivitou
3. podmínky pro růst a činnost těchto mikroorganismů

Aktivita dekarboxyláz je ovlivněna teplotou, aktivitou vody, pH, dobou skladování nebo obsahem soli.

Příliš vysoké množství biogenních aminů v potravinách signalizuje kažení potravin a vedou u člověka k otravám – vyvolává poruchy CNS a krevního oběhu, zvracení, průjem. Zvýšený obsah je často v nevhodně skladovaných rybách – především putrescin, kadaverin a histamin.

## Stanovení biogenních aminů v potravinách
Biogenní aminy se v potravinách stanovují pomocí některých separačních metod:
- tenkovrstevná chromatografie (TLC)
- kapalinová chromatografie (HPLC) – nejčastěji používaná
- plynová chromatografie (GC)
- kapilární elektroforéza (CE)
- analyzátor aminokyselin
- některé biochemické testy

## Toxicita biogenních aminů
Biogenní aminy se fyziologicky (přirozeně) vyskytují v každém organismu, ve větším množství však mohou na člověka působit toxicky. Pokud jsou ve větším množství obsaženy v potravině, označují se jako endogenní cizorodé látky.

Nadměrné požití biogenních aminů – tedy hlavně histaminu z ryb – může vést až ke scombroid syndromu. K jeho vyvolání stačí 20 – 100 mg histaminu ve 100 g rybího masa. Příznaky obvykle zahrnují otoky rtů a obličeje, nauzeu, průjem, úzkost, poruchy zraku, vážněji bronchospasmus (křeč svaloviny průdušek), vazodilataci až šok. Potíže se dostavují po 10 – 30 minutách, maximálně do 24 hod. Pacienti jsou léčeni antihistaminiky, vhodné je i podání aktivního uhlí, který na sebe histamin naváže.